# 東京極站

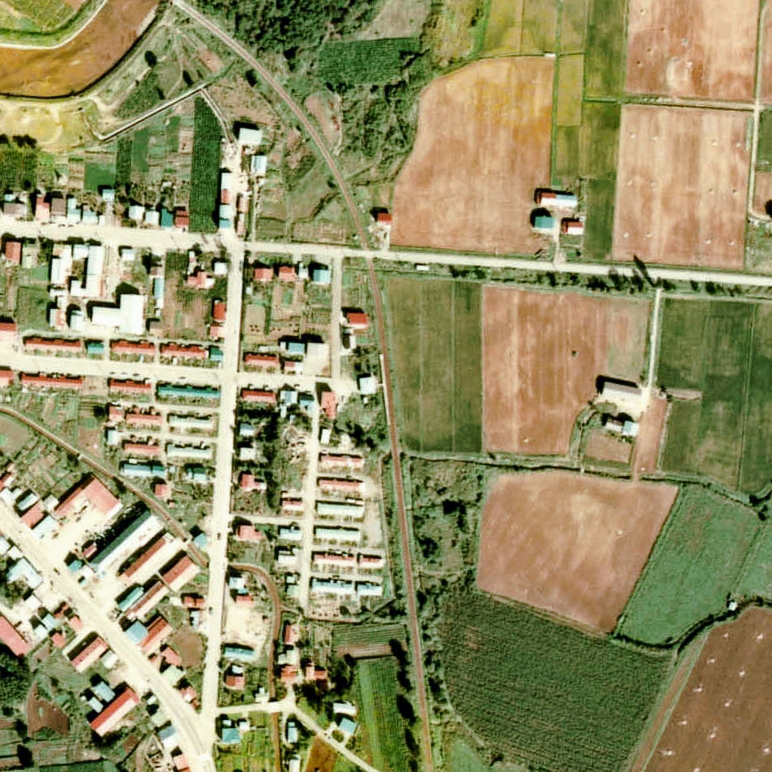
1976年的東京極站與方圓約500米範圍。下方是伊達紋別方向。

東京極站（日语：／ Higashi-Kyōgoku eki */?）是位於北海道虻田郡京極町字三崎，日本國有鐵道的膽振線車站（廢站）。隨著膽振線廢除，車站在1986年（昭和61年）11月1日廢除。

## 歷史
- 1931年（昭和6年）6月25日 - 膽振鐵道開設東俱知安停留場（日语：／）[1]。當時為客運車站[1]。
- 1941年（昭和16年）9月27日 - 膽振鐵道轉讓給膽振縱貫鐵道（合併）。同時改名為東京極停留場[1]。
- 1944年（昭和19年）7月1日 - 膽振縱貫鐵道在戰時被收購，鐵路線國有化。路線名改為膽振線[1]。同時此站被廢除[1]。
- 1962年（昭和37年）12月17日 - 在請願站的情況下再次啟用[3][1]。當時為客運車站[1]。
- 1963年（昭和38年）4月1日 - 成為業務委託站。
- 1980年（昭和55年）5月15日 - 成為無人車站[4]（簡易委託）。
- 1986年（昭和61年）11月1日 - 膽振線全線廢除，此站也廢除[2]。

## 構造
截至車站廢除前，此站是地面車站，設有1面1線的單式月台。月台位於路軌西邊（俱知安方向的列車會開啟左邊車門）。此站沒有設置轉轍器。
此站是無人車站（簡易委託）。在有人車站時代還有車站大樓。車站大樓位於站內西邊，與月台有一段距離。月台中央部分出入口處設有樓梯。

## 名稱的由來
車站名稱取自所在地「京極町」的「東」邊而得名。

## 使用狀況
- 在1981年度（昭和56年度），1日上下車人次為120人[3]。

## 周邊
車站位於京極市郊位置。
- 國道276號（日语：国道276号）（尻別國道）[5]
- 北海道道784號黑橋京極線[5]
- 北海道道97號豐浦京極線（日语：北海道道97号豊浦京極線）[5]
- 京極町立京極中學
- 尻別川（日语：尻別川）[5]
- 羊蹄山（蝦夷富士） - 位於車站西邊[5]。

## 現況
截至2001年（平成13年），車站遺址變成了建築公司物資儲存庫。截至2010年（平成22年），車站遺址變成空地。只遺下站前廣場。

## 相鄰車站
日本國有鐵道
膽振線
南京極－東京極－京極